# 莫尔日
莫尔日（法語：Morges）是瑞士沃州的一座城市，位于莱芒湖北岸，洛桑以西。
截至2009年底，莫尔日共有居民14447人。

## 名人
波兰钢琴家、政治家伊格纳奇·扬·帕德雷夫斯基曾在此居住。
瑞士昆虫学家、心理学家、性学家奥古斯特·福雷尔出生於城郊。

## 友好城市
- 法國 韦尔图

## 外部連結
- （法文）莫尔日官方网站